# Progressive psytrance
Progressive psytrance, psyprog, of simpelweg prog is een muziekgenre binnen de trance ontstaan rond het jaar 2000 en kan worden gezien als substroming van psychedelic trance, ook wel Goa trance genoemd. 
Progressive psytrance combineert elementen van de minimalistische progressive trance met de complexer geproduceerde psychedelic trance. 
De oorsprong ligt in de ontwikkeling van tech house en minimal techno. De stijl kan worden omschreven als dieper, meer duister en warmer van klank dan mainstream trance. De beats per minute liggen tussen de 135 en 142. Gerenommeerde labels in het genre zijn onder meer in Denemarken, Zweden en Duitsland te vinden.

## Belangrijke labels
- Iboga Records
- Digital Structures
- Spiral Trax
- Flow Records
- PlusQuam Records
- Nanobeat